# Leźno
Leźno (deutsch Leesen, kaschubisch Lezno) ist ein Dorf und Sołectwo (Schulzenamt) der Stadt-und-Land-Gemeinde Żukowo im Powiat Kartuski der Woiwodschaft Pommern in Polen.

## Geographie
Der Ort liegt im Osten der Gemeinde und grenzt dort an den Danziger Stadtbezirk Kokoszki (Kokoschken). Die Stadtzentren von Danzig und Sopot (Zoppot) sind jeweils dreizehn Kilometer entfernt. Gdynia (Gdingen) liegt zwanzig Kilometer nordöstlich. Die weiteren Nachbarorte sind Czaple (Czapel) im Norden, Pępowo (Pempau) im Nordwesten, die Stadt Żukowo (Zuckau) im Westen, Lniska (Ellernitz) im Südwesten, Niestępowo (Nestempohl) sowie Sulmin (Richthof, bis 1908 Sulmin) im Süden und Otomino (Ottomin) im Südosten.
An der Westgrenze der Gemarkung verläuft die auch Strzelniczka genannte Strzelenka (Strellnitz).

## Geschichte
Leesen erscheint urkundlich als Lesin, Lezyn, Lezenko, Liesen, Klein Lezin und Klein Lesen. Der Gutsbezirk Leesen, ehemals Klein Leesen, wurde mit dem ehemaligen Gutsbezirk Groß Leesen vereinigt. Groß Leesen wurde Wohnplatz bzw. Vorwerk von Leesen. Im Jahr 1887 kam das Gebiet vom Landkreis Danzig zum Kreis Danziger Höhe. Leesen war Sitz des Amtsbezirks und eines Standesamts. Die Evangelische Kirche war in Rheinfeld (polnisch Przyjaźń), Katholiken waren in Zuckau eingepfarrt. Das Rittergut Leesen kam 1832 in den Besitz der Danziger Familie Hoene.
Als Teil des Polnischen Korridors kam Leźno 1920 zu Polen und wurde in den Powiat Kartuski der Woiwodschaft Pommerellen eingegliedert. Durch den Überfall auf Polen 1939 kam das Gebiet des Korridors völkerrechtswidrig an das Reichsgebiet und wurde dem Reichsgau Danzig-Westpreußen zugeordnet. Gegen Ende des Zweiten Weltkriegs besetzte im Frühjahr 1945 die Rote Armee das Kreisgebiet und übergab es an die Volksrepublik Polen. Die deutsche Minderheit wurde ausgewiesen.

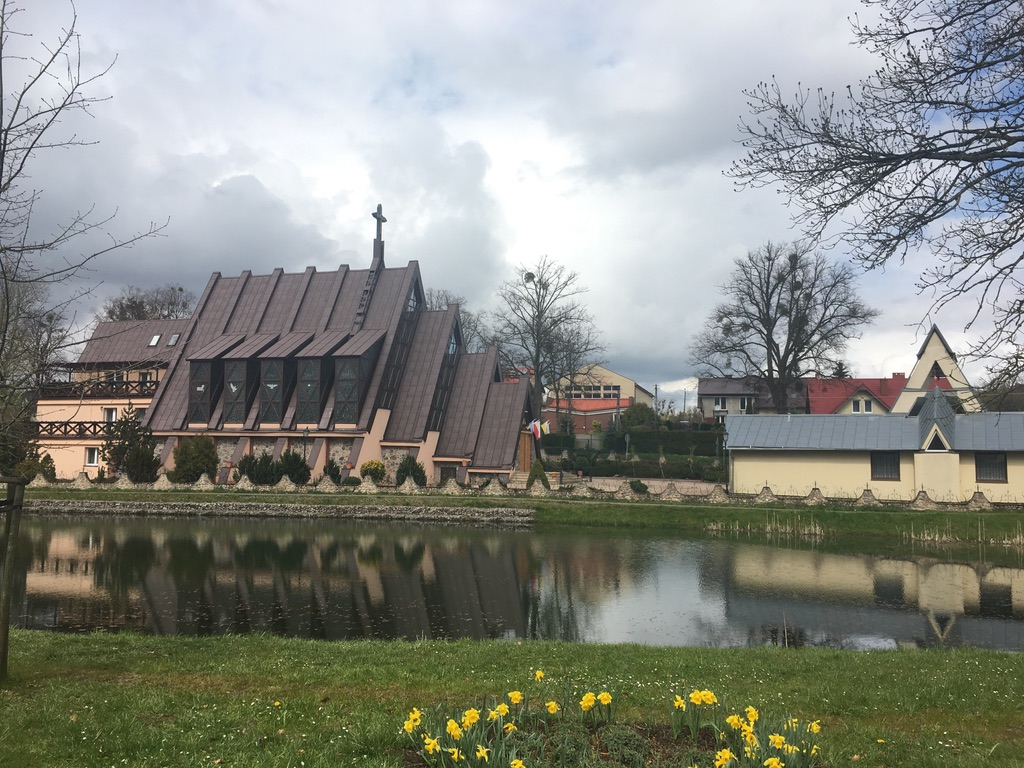
Pfarrkirche am Teich des ehemaligen Guts

Mit Auflösung der Landgemeinde Żukowo wurde Leźno 1954 Sitz einer Gromada, kam jedoch 1960 nach deren Auflösung zur Gromada Żukowo. Die Landgemeinde Żukowo wurde 1973 wieder gebildet und erhielt 1998 den Status einer Stadt-und-Land-Gemeinde. In den Jahren von 1975 bis 1998 gehörte Leźno administrativ zur Woiwodschaft Danzig, der Powiat war in diesem Zeitraum aufgelöst. Die moderne Pfarrkirche des Orts wurde in den 2010er Jahren errichtet.
Einwohnerzahlen:
- 1885: 233 & 22 (Vorwerk)[2]
- 1905: 281
- 1910: 302

Von 1998 bis 2021 wuchs die Einwohnerzahl des Orts um 74,8 Prozent.
- 1998: 1085
- 2002: 1368
- 2009: 1450
- 2011: 1515
- 2021: 1897

## Denkmalgeschützte Sehenswürdigkeiten, Naturdenkmale

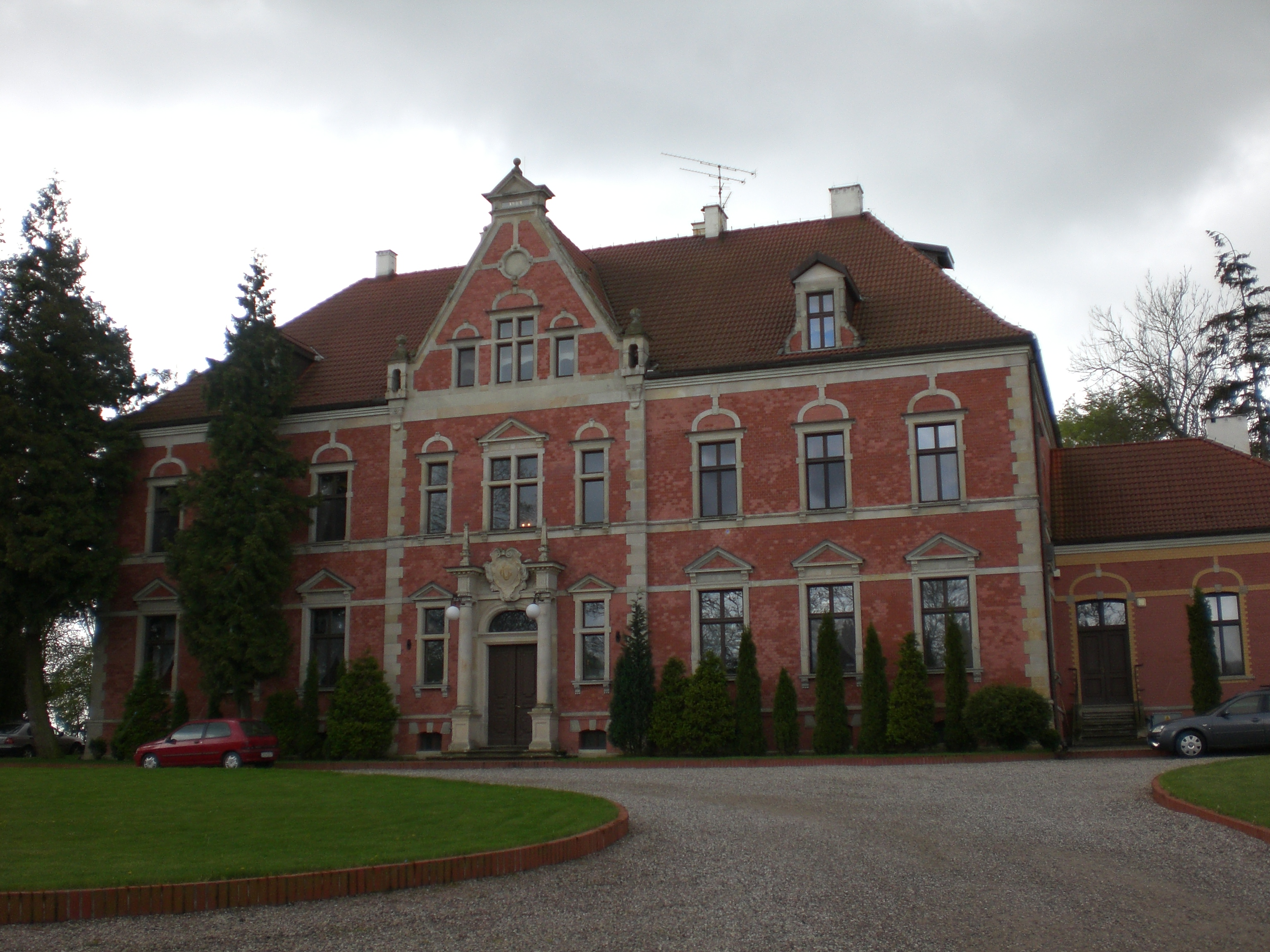
Herrenhaus in Leźno

Das Herrenhaus des Ritterguts (Klein) Leesen stammt wie der Park aus dem 18. Jahrhundert, Nebengebäude und Allee wurden im 19. Jahrhundert angelegt. Das Vorwerk Groß Leesen mit Kuh- und Schweinestall wurde im ersten Viertel des 19. Jahrhunderts errichtet. Die Gebäude, der Park und die Allee wurden unter der Nummer A-1137 am 10. Dezember 1986 in das nationale Denkmalregister der Woiwodschaft aufgenommen. Baumgruppen und einzelne etwa 200 Jahre alte Bäume wurden in den Jahren 1987 und 1991 als Naturdenkmale unter Schutz gestellt.

## Verkehr
Südlich des Orts verläuft die Landesstraße DK7 von Żukowo nach Warschau. Im benachbarten Kokoszki befindet sich ein bedeutender Knoten des Straßenverkehrs der Dreistadt (Trójmiasto) mit den Schnellstraßen S6 und S7.
Fernbahnhöfe können in Gdynia, Sopot und mehreren Danziger Stadtteilen erreicht werden. Durch Kokoszki verläuft die 2015 eröffnete PKM-Linie zum Danziger Flughafen. Żukowo erhielt in den 1920er Jahren einen Bahnhof an der Bahnstrecke Nowa Wieś Wielka–Gdynia (Groß Neudorf–Gdingen, Kohlenmagistrale).
Der nächste internationale Flughafen Danzig ist nur wenige Kilometer entfernt.